# Panchrysia deaurata
Panchrysia deaurata är en fjärilsart som beskrevs av Eugen Johann Christoph Esper 1787. Panchrysia deaurata ingår i släktet Panchrysia och familjen nattflyn. Inga underarter finns listade i Catalogue of Life.